# آرپاد ویراگ
آرپاد ویراگ (مجاری: Virágh Árpád؛ ‏ ۱۲ ژانویهٔ ۱۸۸۸ – ۳۱ مهٔ ۱۹۳۰) فیلم‌بردار اهل مجارستان بود.
از فیلم‌های او می‌توان به دانتون، شهر آوازه‌خوانی و شهر ترانه اشاره کرد.